# Armorial des princes de l'Empire

Grandes armes impériales

Cet article présente et décrit les armoiries des princes sous le Premier Empire.

## Les princes souverains
| Figure | Nom du prince et blasonnement |
| ------ | --- |
|        | Camille Borghèse (19 juillet 1775 - Rome ? 9 mai 1832 - Florence), général de brigade (14 mai 1807), général de division (23 janvier 1808), général en chef de l'armée de réserve d'Italie (13 décembre 1813 - 27 avril 1814), prince Borghese, 6e prince de Sulmona (1800), prince de Rossano, Prince de l'Empire (1805), duc de Guastalla (30 mars 1806), grand dignitaire de l'Empire (Gouverneur général des départements au-delà des Alpes, 24 février 1808 - 27 avril 1814), grand aigle de la Légion d'honneur (21 pluviôse an XIII (10 février 1805), Grand collier de la Légion d'honneur (10 février 1805), grand-croix de l'ordre de la Couronne de fer d'Italie (10 février 1806), Parti : au I, d'azur, à un dragon ailé d'or (Borghesi), au chef du même, chargé d'une aigle de sable, becquée, membrée et couronnée d'or (Saint-Empire) ; au II, de gueules à l'ombrelle à galons de gueules et d'or, sommée d'un globe crucifère d'or, la tige en forme de lance chargée de deux clefs en sautoir avec les pannetons tournés vers l'extérieur et vers le haut, l'une d'or et l'autre d'argent, liées de gueules (gonfalonnier de l'Église) ; au chef de prince souverain brochant. |
|        | Félix Baciocchi (18 mai 1762 - Ajaccio ? 27 avril 1841 - Bologne), général de brigade (11 novembre 1804)), général de division (3 mars 1809), sénateur (8 frimaire an XIII (29 novembre 1804)), prince de Piombino (18 mars 1805) et Lucques (juin 1805), légionnaire (19 frimaire an XII (11 décembre 1803), puis officier (25 prairial an XII (14 juin 1804), puis grand aigle de la Légion d'honneur « avec collier » (15 ventôse an XII (6 mars 1804), Grand-croix de l'ordre royal de Hollande (autorisation du 4 avril 1808), Armes du prince de Lucques et PiombinoCoupé d'argent sur gueules (Lucca) ; au chef de prince souverain brochant. |
|        | Louis-Alexandre Berthier (20 septembre 1753 - Versailles ? 1er juin 1815 - Bamberg, Bavière), général de brigade (22 mai 1792), général de division (13 juin 1795), général en chef de l'armée d'Italie (9 décembre 1797), maréchal de l'Empire (29 floréal an XII (19 mai 1804), rayé de la liste des maréchaux aux Cent-Jours), Prince de Neuchâtel et de l'Empire, duc de Valangin (30 mars 1806 - 1814), 1er prince de Wagram et de l'Empire (31 décembre 1809), Grand veneur de l'Empire (11 juillet 1804), Vice-connétable de l'Empire (4 octobre 1807), légionnaire (2 octobre 1803), puis grand officier (25 prairial an XII (14 juin 1804), chef de la 1re cohorte), grand aigle de la Légion d'honneur (13 pluviôse an XIII (2 février 1805), grand collier de la Légion d'honneur, chevalier (1er juillet 1788), puis commandeur de l'ordre royal et militaire de Saint-Louis (25 septembre 1814), chevalier des ordres de Saint-Hubert de Bavière (1805), et de l'Aigle d'or de Wurtemberg (1807), de Saint-André de Russie, de Saint-Joseph de Wurtzbourg, chevalier (18 mai 1804), puis grand-croix (1805) de l'ordre de l'Aigle noir de Prusse, commandeur de l'ordre de la couronne de Westphalie (1810), grand-croix des ordres de Saint-Henri de Saxe (1806), de la Couronne de Saxe (1807), de l'ordre militaire de Maximilien-Joseph de Bavière (1807), de Saint-Georges de Russie (1807), de l'ordre militaire de Louis de Hesse-Darmstadt (3 août 1809), de Saint-Étienne de Hongrie (4 octobre 1810), de la Croix de Fer de Prusse (1813), de la Fidélité de Bade, grand dignitaire des ordres des Deux-Siciles (1808), et de la Couronne de fer d'Italie, Sénateur (14 août 1807), pair de France (4 juin 1814), En 1806, D'or au pal de gueules, chargés de trois chevrons d'argent ; chef de prince souverain (d'azur à l'aigle d'or, les ailes étendues, empiétant un foudre du même) En 1809, D'or, parti d'un trait, au premier, bras armé d'azur, rehaussé d'or, semé d'abeilles aussi d'or, tenant une épée haute en pal de sable, et chargé d'un bouclier de sablé au W d'or, à l'orle du même, entouré de la devise suivante : COMMILITONI VICTOR CÆSAR ; chef de grand dignitaire de l'Empire (Wagram) ; au deuxième, pal de gueules, chargé de trois chevrons d'argent ; chef de prince souverain (d'azur à l'aigle d'or, les ailes étendues, empiétant un foudre du même) (Neufchâtel)., . |
|        | Jean-Baptiste Jules Bernadotte (26 janvier 1763 - Pau ? 8 mars 1844 - Stockholm), général de brigade (26 juin 1794, nommé sur le champ de bataille par le général Kléber), général de division (septembre 1794), maréchal de l'Empire (29 floréal an XII (19 mai 1804), 1er Prince de Pontecorvo et de l'Empire (5 juin 1806 - 21 août 1810), Prince héritier de Suède (21 août 1810 - 5 février 1818), Prince héritier de Norvège (4 novembre 1810 - 5 février 1818), roi de Suède et de Norvège (5 février 1818 - 8 mars 1844), grand aigle de la Légion d'honneur (13 pluviôse an XIII (2 février 1805), chef de la 8e cohorte), grand collier de la Légion d'honneur[réf. nécessaire], grand-croix des ordres de l'Aigle noir et de l'Aigle rouge de Prusse (1805), de Saint-Henri de Saxe, de l'Éléphant du Danemark (1805), D'azur, au pont à trois arches d'argent, sur une rivière de même, ombrée d'azur, et supportant deux tours du second ; au chef des Princes souverains d'Empire brochant., . |
|        | Charles-Maurice de Talleyrand-Périgord (2 février 1754 ? 17 mai 1838 - Paris), Ministre des Relations extérieures (22 novembre 1799, confirmé le 25 décembre 1799 - 1807), Prince de Bénévent et de l'Empire (5 juin 1806), Prince de Talleyrand (le roi étant à Paris, il signa le brevet qui accorda à Talleyrand le titre de prince le 6 décembre 1814), duca di Talleyrand (royaume des Deux-Siciles, 9 novembre 1815, lettres patentes du 2 décembre 1817 : titre immédiatement transmissible à son neveu), duc de Dino (9 novembre 1815, royaume de Naples), grand chambellan de l'Empereur (11 juillet 1804), prince-vice-grand électeur (1807), Sénateur (14 août 1807), pair de France (4 juin 1814, duc et pair le 31 août 1817, lettres patentes du 19 février 1818, avec majorat du 28 décembre 1821, prête serment à Louis-Philippe Ier), grand chambellan de France (28 septembre 1815), grand aigle de la Légion d'honneur (13 pluviôse an XIII (2 février 1805), membre du grand-conseil de l'ordre), grand collier de la Légion d'honneur, grand-commandeur des ordres de la Couronne de Saxe et de Westphalie, chevalier des ordres de S. A. R. le grand-duc de Hesse, de Saint-Joseph de Wurtzbourg, de Léopold d'Autriche, du Lion et du Soleil de Perse, de l'Aigle noir et de l'Aigle rouge de Prusse, de Saint-André de Russie, de l'ordre de la Toison d'or (par le roi d'Espagne Ferdinand VII, 1814), de l'ordre du Saint-Esprit (30 septembre 1820), etc, etc. Parti : au I de gueules aux trois lionceaux d'or armés, lampassés et couronnés d'azur (Talleyrand-Périgord) ; au II d'or au sanglier sanglier passant de sable chargé sur le dos d'une housse d'argent (Bénévent) ; au chef des Princes souverains d'Empire brochant sur la partition. Re que Diou : RE QUE DIOU., |

## Les princes grands dignitaires
| Figure | Nom du prince et blasonnement |
| ------ | --- |
|        | Jean-Jacques-Régis de Cambacérès (18 octobre 1753 - Montpellier ? 8 mars 1824 - Paris), Deuxième Consul, sénateur (selon l'article 39 de la Constitution du 16 thermidor an X (2 août 1802)), prince-archichancelier de l'Empire (28 floréal an XII (18 mai 1804)), président du Conseil du sceau des titres, ministre de la justice (Cent-Jours), duc de Parme (24 avril 1808 - 1815, rétablit dans son titre de duc de Cambacérès par ordonnance royale du 13 mai 1818), grand officier (10 pluviôse an XIII), puis grand aigle de la Légion d'honneur (12 pluviôse an XIII (1er février 1805)), Grand collier de la Légion d'honneur, Grand-croix des Ordres de l'Aigle noir de et de l'Aigle rouge de Prusse, des Ordres de Saint-Étienne Hongrie, Grand dignitaire des ordres de la couronne de Westphalie, de la Couronne de fer d'Italie puis d'Autriche, pair de France (2 juin 1815 (Cent-Jours)), D'or dextrochère au naturel, paré de gueules, rebrassé d'hermine, mouvant de sénestre, chargé des tables de la loi de sable ; le tout accompagné de trois losanges du même ; au chef des Princes Grands Dignitaires., |
|        | Charles-François Lebrun (19 mars 1739 - Saint-Sauveur-Lendelin ? 14 juin 1824 - Sainte-Mesme), Troisième Consul, prince-architrésorier de l'Empire (28 floréal an XII (18 mai 1804)), gouverneur général de la Ligurie et de la Hollande, grand-maître de l'Université (Cent-Jours), Duc de Plaisance (19 mars 1808), grand officier (10 pluviôse an XIII), puis grand aigle de la Légion d'honneur (12 pluviôse an XIII (1er février 1805)), Grand collier de la Légion d'honneur, pair de France (4 juin 1814, 2 juin 1815 (Cent-Jours), révoqué le 24 juillet 1815, baron-pair le 5 mars 1819, lettres patentes du 15 juin 1824), De sable, à une louve arrêtée d'or, soutenue du même, surmontée de deux billettes d'argent ; au chef des Princes Grands Dignitaires., |
|        | Louis-Alexandre Berthier (20 septembre 1753 - Versailles ? 1er juin 1815 - Bamberg, Bavière), général de brigade (22 mai 1792), général de division (13 juin 1795), général en chef de l'armée d'Italie (9 décembre 1797), maréchal de l'Empire (29 floréal an XII (19 mai 1804), rayé de la liste des maréchaux aux Cent-Jours), Prince de Neuchâtel et de l'Empire, duc de Valangin (30 mars 1806 - 1814), 1er Prince de Wagram et de l'Empire (31 décembre 1809), Grand veneur de l'Empire (11 juillet 1804), Vice-connétable de l'Empire (4 octobre 1807), légionnaire (2 octobre 1803), puis grand officier (25 prairial an XII (14 juin 1804), chef de la 1re cohorte), Grand aigle de la Légion d'honneur (13 pluviôse an XIII (2 février 1805), Grand collier de la Légion d'honneur, chevalier (1er juillet 1788), puis commandeur de l'ordre royal et militaire de Saint-Louis (25 septembre 1814), Chevalier des Ordres de Saint-Hubert de Bavière (1805), et de l'Aigle d'or de Wurtemberg (1807), de Saint-André de Russie, de Saint-Joseph de Wurtzbourg, Chevalier (18 mai 1804), puis Grand-croix (1805) de l'Ordre de l'Aigle noir de Prusse, Commandeur de l'Ordre de la couronne de Westphalie (1810), Grand-croix des ordres de Saint-Henri de Saxe (1806), de la Couronne de Saxe (1807), de l'Ordre militaire de Maximilien-Joseph de Bavière (1807), de Saint-Georges de Russie (1807), de l'Ordre militaire de Louis de Hesse-Darmstadt (3 août 1809), de Saint-Étienne de Hongrie (4 octobre 1810), de la Croix de Fer de Prusse (1813), de la Fidélité de Bade, Grand dignitaire des Ordres des Deux-Siciles (1808), et de la Couronne de fer d'Italie, Sénateur (14 août 1807), pair de France (4 juin 1814), D'or, parti d'un trait, au premier, bras armé d'azur, rehaussé d'or, semé d'abeilles aussi d'or, tenant une épée haute en pal de sable, et chargé d'un bouclier de sablé au W d'or, à l'orle du même, entouré de la devise suivante : COMMILITONI VICTOR CÆSAR ; chef de grand dignitaire de l'Empire (Wagram) ; au deuxième, pal de gueules, chargé de trois chevrons d'argent ; chef de prince souverain (d'azur à l'aigle d'or, les ailes étendues, empiétant un foudre du même) (Neufchâtel)., |

## Les princes de la famille impériale

### Le prince impérial
| Figure | Nom du prince et blasonnement |
| ------ | --- |
|        | Napoléon II (20 mars 1811 - Palais des Tuileries ? 22 juillet 1832 - Palais de Schönbrunn), prince impérial (1811-1814), roi de Rome (1811-1814), prince de Parme (1814-1818), Empereur des Français (de jure, 22 juin 1815 - 7 juillet 1815), duc de Reichstadt (22 juillet 1818 - 1832), Grand collier de la Légion d'honneur, D'azur à l'aigle d'or empiétant un foudre du même. |

### Les princes français
| Figure | Nom du prince et blasonnement |
| ------ | --- |
|        | Joseph Bonaparte (7 janvier 1768 - Corte ? 28 juillet 1844 - Florence), général de division (3 janvier 1806), grand dignitaire de l'Empire (grand électeur, 12 pluviôse an XII), membre du Sénat conservateur (22 thermidor an XII), pair de France (2 juin 1815 (Cent-Jours)), prince français (18 mai 1804), roi de Naples (31 mars 1806 - 1808), roi des Espagnes et des Indes (7 juin 1808 - 1813), grand officier (10 pluviôse an XIII), puis grand aigle de la Légion d'honneur (13 pluviôse an XIII), grand collier de la Légion d'honneur, chevalier de la Toison d'or (juillet 1805, puis grand-maître de la branche espagnole de l'Ordre), fondateur et grand-maître de l'ordre des Deux-Siciles (1806-1808), fondateur et grand-maître de l'ordre royal d'Espagne (1808-1813), Grandes armes du Roi de Naples : Gironné de 15 pèces : I, en forme de franc-quartier, d'or, à une triquêtre issante d'une tête de Mercure de carnation (Île de Sicile) ; II, d'or au cheval contouné et effaré de sable (de Naples (ancien)) ; 3, d'azur, à deux cornes d'abondance d'or, passées en sautoir (du Labour) ; IV, coupé en A d'azur à une comète d'argent chevelée d'or, en B d'argent à un vol d'azur ; V, d'or, à l'aigle de gueules, couronnée du champ, issante d'une fasce denchée et abaissée d'azur (de Basilicate) ; VI, d'argent, à la croix potencée de sable (de Basse-Calabre) ; VII, écartelé en sautoir d'or, à quatre pals de gueules et d'argent, à la croix potencée de sable (alias d'Aragon et de Basse-Calabre) (de Haute-Calabre) ; VIII, D'or, à quatre pals de gueules, au dauphin d'argent, plongeant vers la pointe, brochant sur-le-tout (d'Otrante) ; IX, écartelé en sautoir d'azur et d'argent, à la crosse d'or, brochante sur-le-tout (de Bari) ; IX, d'azur, à un Saint-Michel d'or, terrassant un diable de sable, sur une montagne à trois coupeaux du deuxième, issante de la pointe (de Capitanate) ; XI, de gueules, à une étoile à huit rais d'or, ceinte d'une couronne de feuillage du même (de Molise) ; XII, coupé de gueules, à la couronne à l'antique d'or, et d'argent. (de Haut-Principat) ; XIII, d'or, à la hure de sable, surmontée d'un joug de gueules (des Basses-Abruzzes) ; XIV, d'azur, à l'aigle d'argent, surmontant une montagne d'or, issante de la pointe (des Hautes-Abruzzes) ; XV, de gueules accompagnée de deux croisettes alesées le tout d'argent ; sur-le-tout d'azur, à l'aigle d'or, la tête contournée, au vol abaissé, empiétant un foudre du même (de Napoléon) dans son pavillon de gueules. |
|        | Louis Bonaparte (2 septembre 1778 - Ajaccio ? 25 juillet 1846 - Livourne), général de brigade (1803), général de division (1804), prince français (1804), Grand dignitaire de l'Empire (Connétable de l'Empire, 12 pluviôse an XII), Roi de Hollande (1806-1810), Grand aigle de la Légion d'honneur (13 pluviôse an XIII), Grand collier de la Légion d'honneur, Chevalier de la Toison d'or (juillet 1805), fondateur et grand-maître de l'ordre de l'Union (1806-1808), Pair de France (2 juin 1815 (Cent-Jours)), Ecartelé : I et IV, de gueules, au lion d'or couronné du même, tenant dans sa patte dextre un faisceau de sept flèches d'argent, pointées et empennées d'or, et dans sa patte sénestre, une épée d'argent, garnie d'or (Provinces-Unies) ; II et III, d'azur, à l'aigle d'or, la tête contournée, au vol abaissé, empiétant un foudre du même (de Napoléon). |
|        | Joachim Murat (25 mars 1767 - Labastide-Fortunière ? 13 octobre 1815 - Pizzo), général de brigade (10 mai 1796), général de division (à titre provisoire le 25 juillet 1799, confirmé le 25 janvier 1801), Maréchal de l'Empire (29 floréal an XII (19 mai 1804), Grand dignitaire de l'Empire (Grand amiral de l'Empire, 12 pluviôse an XIII (1er février 1805), prince français (1804), grand-duc de Berg et de Clèves (1806-1808), roi de Naples (1808-1815), grand officier (25 prairial an XII (14 juin 1804), puis Grand aigle de la Légion d'honneur (13 pluviôse an XIII (2 février 1805), chef de la 12e cohorte), grand collier de la Légion d'honneur, grand-croix des ordres de l'Aigle noir de Prusse (18 mai 1805), de Maximilien-Joseph de Bavière, de la Couronne de fer (20 février 1806), de la Couronne de Saxe (1807), de Saint-André de Russie (1807), de Saint-Joseph de Würzburg (1808), grand-maître de l'ordre des Deux-Siciles (1808-1815), Armes du Grand-duc de Berg et de Clèves : Parti : au I, d'argent au lion léopardé de gueules, armé, lampassé et couronné d'azur (Berg) ; au II, de gueules aux rais d'escarboucle, pommetés et fleuronnés d'or de huit pièces (Clèves) ; à l'ancre de sable à quatre becs brochant sur le parti. Sur le tout, d'azur à l'aigle d'or empiétant un foudre du même, la tête contournée., |
|        | Eugène de Beauharnais (3 septembre 1781 - Paris ? 21 février 1824 - Munich), Colonel (13 octobre 1802), Colonel général des chasseurs (1er juillet 1804), Général de brigade (17 octobre 1804), Grand dignitaire de l'Empire (archichancelier d'État, 12 pluviôse an XIII (1er février 1805)), Membre du Sénat conservateur (sénateur de droit en tant que grand dignitaire de l'Empire, 12 pluviôse an XIII (1er février 1805)), Vice-roi d'Italie (7 juillet 1805 - 20 avril 1814), Pair de France (2 juin 1815 (Cent-Jours)), Prince français (12 pluviôse an XIII (1er février 1805)), Prince de Venise (17 décembre 1807), Grand-duc de Francfort (1er mars 1810), Duc de Leuchtenberg (14 novembre 1817), Prince d'Eichstätt (14 novembre 1817), Légionnaire (4 décembre 1803), puis, Commandant (4 juin 1804), puis, Grand aigle de la Légion d'honneur (13 pluviôse an XIII (2 février 1805), Grand collier de la Légion d'honneur, Chevalier de la Toison d'or (1805, no 862), Grand-croix des ordres de Saint-Hubert de Bavière (1805), de la Couronne de fer d'Italie (1805), de Saint-Étienne de Hongrie (4 avril 1811), de la Couronne de Saxe, des Séraphins, de l'Epée de Suède, D'azur à l'aigle d'or empiétant un foudre du même, le foudre chargé d'un médaillon ovale d'argent surchargé d'un E de sable. |
|        | Élisa Bonaparte (3 janvier 1777 - Ajaccio ? 6 août 1820 - Villa Vicentina, inhumée en la chapelle Baciocchi (Basilique San Petronio), Bologne), princesse de Piombino (18 mars 1805) et Lucques (juin 1805), Grand dignitaire de l'Empire (« Grande Duchesse, ayant le Gouvernement général des Départemens de la Toscane », 2 et 3 mars 1809 - 1er février 1814), Ecartelé : I, d'or à six sphères mises en orle, cinq de gueules, celle en chef d'azur chargée de trois fleurs de lys d'or (de Médicis, pour la Toscane) ; II, coupé d'argent et de gueules (de Lucques) ; III, coupé de gueules et d'or au chef du premier chargé d'une aigle bicéphale de sable, un créquier de sable feuillé d'argent (alias d'un rameau d'épines de sinople en pal) brochant, chargé en abime d'un écusson de gueules à la bande échiquetée d'argent et d'azur, au chef d'argent à la croix de gueules (de Cybo-Malaspina, pour Massa et Carrare) ; IV, de gueules à deux barres d'or accompagnées de deux étoiles du même ; sur le tout d'azur, à l'aigle d'or, la tête contournée, au vol abaissé, empiétant un foudre du même (de Napoléon)., |
|        | Jérôme Bonaparte (9 novembre 1784 - Ajaccio ? 24 juin 1860 - Château de Vilgénis, Massy), capitaine de vaisseau (1805), contre-amiral (1806), général de division (14 mars 1807), Pair de France (2 juin 1815 (Cent-Jours)), Maréchal de France (1er janvier 1850), Prince français (1806), Roi de Westphalie (1807-1813), prince de Montfort (par son beau-père, le roi de Wurtemberg, juillet 1816), 1er prince de sang (1852), Grand aigle de la Légion d'honneur septembre 1806 (1805), Grand Dignitaire l'Ordre de la Couronne de fer, fondateur et grand-maître de l'Ordre de la Couronne de Westphalie (1809-1814), Chevalier de la Toison d'or (1809 (par son frère Joseph), de la Couronne de Saxe, de Saint-André de Russie (1807), de Saint-Joseph de Wurtzbourg, Médaille Militaire, Médaille de Sainte-Hélène, Ecartelé : I, de gueules au cheval effaré d'argent arnaché d'or (de Westphalie) (Basse-Saxe) ; II, contre-écartelé, 1 de gueules à deux léopards d'or, 2 d'or, au chef de sable, chargé d'une étoile à six rais d'argent (comté de Ziegenhain (de)), 3 d'or, au chef de sable, chargé de deux étoiles à six rais d'argent (de Nidda), 4, d'or au léopard lionné de gueules, armé, lampassé et couronné d'azur (de Katzenelnbogen), sur-le-tout d'azur au lion burelé d'argent et de gueules et couronné d'or (de Hesse) ; III gironné de gueules et d'argent de seize pièces, sur le tout d'or au lion de gueules ; IV, contre-écartelé, 1 de gueules, à deux léopards d'or (de Brunswick), 2 d'or, au lion de gueules, armé, lampassé et couronné d'azur (de Diepholt), 3 d'or, semé de cœurs de gueules, au lion d'azur, armé et lampassé du deuxième, brochant sur le tout (de Lunebourg), 4 de gueules, au lion d'or ; sur le tout d'azur à l'aigle d'or, la tête contournée, au vol abaissé, empiétant un foudre du même (de Napoléon). |
|        | Joseph Fesch (3 janvier 1763 - Ajaccio ? 13 mai 1839 - Rome), archevêque de Lyon (1802), cardinal (1803), Membre du Sénat conservateur (16 pluviôse an XIII), Grand aumônier de l'Empire (2 février 1805), Pair de France (2 juin 1815 (Cent-Jours)), comte de l'Empire (de facto, en tant que sénateur), prince de l'Empire (lettres patentes de 1807), ambassadeur à Rome, Légionnaire (9 vendémiaire an XII), puis Grand officier (25 prairial an XII), puis Grand aigle de la Légion d'honneur (13 pluviôse an XIII), Grand collier de la Légion d'honneur, Chevalier de l'Ordre de l'Éperon d'or (par le pape Pie VII le 10 août 1802), Chevalier de la Toison d'or (juillet 1805), D'azur à l'aigle d'or, les ailes étendues empiétant un foudre du même, le foudre chargé d'un médaillon ovale d'argent surchargé d'un F de sable. L'écu est surmonté du chapeau de cardinal à trente houppes, d'une croix latine (croix archiépiscopale) ainsi que d'une couronne fermée de prince souverain, le tout inscrit dans un manteau impérial de pourpre (gueules) semé d'abeilles d'or et doublé d'hermine. |
|        | Lucien Bonaparte (21 mars 1775 - Ajaccio ? 29 juin 1840 - Viterbe), sénateur (Constitution du 16 thermidor an X (2 août 1802)) et Pair de France (2 juin 1815 (Cent-Jours)), faisant de Lucien, ipso facto un comte de l'Empire (sans lettres patentes ni armoiries), prince (romain) de Canino (18 août 1814), prince français (1815 : Cent-Jours), prince (romain) de Musignano (21 mars 1824), prince (romain) Bonaparte (1837), Grand officier de la Légion d'honneur, De gueules à deux barres d'or accompagnées de deux étoiles du même, une en chef, l'autre en pointe. |

## Les autres princes
| Figure | Nom du prince et blasonnement |
| ------ | --- |
|        | Jean Lannes (10 avril 1769 - Lectoure 31 mai 1809 - Ebersdorf après la bataille d'Essling du 22 mai où il fut blessé à la fin des combats), général de brigade de cavalerie (nommé par le général Bonaparte à titre provisoire en septembre 1796, confirmé par le Directoire exécutif le 17 mars 1797), général de division (nommé par le général Bonaparte à titre provisoire le 10 mai 1799, confirmé par arrêté des consuls le 3 mai 1800), Maréchal de l'Empire (29 floréal an XII (19 mai 1804)), prince de Sievers (en tant que donataire de la principauté de Sieviers, par décret signé de Napoléon Ier à Tilsit le 30 juin 1807),, 1er duc de Montebello et de l'Empire (15 juin 1808), Grand aigle de la Légion d'honneur (2 février 1805, chef de la 9e cohorte), Commandeur de l'ordre de la Couronne de fer (25 février 1806), Grand-croix des Ordres du Christ de Portugal (1805) et de Saint-Henri de Saxe, Chevalier de l'Ordre de Saint-André de Russie (1808), De sinople, à une épée haute d'or ; au chef des ducs de l'Empire brochant., |
|        | Louis Nicolas Davout (10 mai 1770 - Annoux ? 1er juin 1823 - Paris), général de brigade (25 juillet 1793), général de division (5 juillet 1800), Maréchal de l'Empire (29 floréal an XII (19 mai 1804), seigneur de Lowicz (30 juin 1807), 1er duc d'Auerstaedt et de l'Empire (2 juillet 1808, lettres patentes du 8 juillet 1808), 1er prince d'Eckmühl et de l'Empire (15 août 1809, lettres patentes signées au Palais de Schönbrunn), Légionnaire (19 frimaire an XII (11 décembre 1803)), puis Grand officier (25 prairial an XII (14 juin 1804)), et chef de la 6e cohorte), puis Grand aigle de la Légion d'honneur (13 pluviôse an XIII (2 février 1805)), Chevalier de l'Ordre de la Couronne de fer, Chevalier de Saint-Louis (10 février 1819), Grand-croix des Ordres du Christ du Portugal (28 février 1806), Grand-croix de Saint-Henri de Saxe (16 avril 1808), de Saint-Étienne de Hongrie (4 avril 1810), de l'Éléphant du Danemark, Grand dignitaire du duché de Varsovie (17 avril 1809), Pair de France (2 juin 1815 (Cent-Jours), duc et pair le 5 mars 1819, lettres patentes du 15 février 1823), D'or, à deux lions léopardés rampants de gueules, tenant de la patte dextre une lance polonaise de sable, l'un en chef à dextre, et le second contourné en pointe à sénestre, bordure componée d'or et de gueules ; au chef des ducs de l'Empire brochant.Devises: 1° JUSTUM ET TENACEM; 2° VIRTUTI PRO PATRIA,. |
|        | André Masséna (6 mai 1758 - Nice + 4 avril 1817 - Paris), général de brigade (22 août 1793), général de division (20 décembre 1793), général en chef de l'armée du Danube et d'Helvétie (1799), Maréchal de l'Empire (29 floréal an XII (19 mai 1804)), 1er duc de Rivoli et de l'Empire (24 avril 1808), 1er prince d'Essling et de l'Empire (31 janvier 1810), Grand aigle de la Légion d'honneur (10 pluviôse an XIII, chef de la 14e cohorte), Commandeur de Saint-Louis (1814), Pair de France (2 juin 1815 (Cent-Jours)), D'or, à la victoire de carnation ailée tenant d'une main une palme, et de l'autre une couronne d'olivier de sinople, accompagnée en pointe d'un chien couché de sable ; au chef des ducs de l'Empire brochant. Timbre: couronne de prince. Supports: deux lions couronnés. Devise: VICTOR ET FIDELIS,. |
|        | Michel Ney (10 janvier 1769 - Sarrelouis (Lorraine) ? 7 décembre 1815 - fusillé à Paris, place de l'Observatoire), général de brigade (1er août 1796), général de division (28 mars 1799), général en chef de l'armée du Danube en remplacement de Masséna, Maréchal de l'Empire (29 floréal an XII (19 mai 1804)), 1er duc d'Elchingen et de l'Empire (6 juin 1808), 1er prince de la Moskowa et de l'Empire (lettres patentes du 25 mars 1813), Grand aigle de la Légion d'honneur (10 pluviôse an XIII (30 janvier 1805)), chef de la 7e cohorte), Chevalier de Saint-Louis (1er juin 1815), Grand-croix de l'Ordre du Christ du Brésil (28 février 1806), Pair de France (4 juin 1814, 2 juin 1815, (Cent-Jours)), D'or bordé d'azur, en cœur un écu du second, chargé d'un orle du champ, accosté de deux mains adossées, vêtues de sable, tenant des badelaires d'argent ; au chef des ducs de l'Empire brochant., |